# Branicki-Garten
Der Branicki-Garten (polnisch Ogród Branickich) ist ein Park in Białystok, errichtet am Übergang vom 17. zum 18. Jahrhundert. Der Garten schließt sich an den Branicki-Palast an. 

## Geschichte
Der Garten wurde hinter dem Branicki-Palast als Schlossgarten im barocken Stil für den Hetman Jan Klemens Branicki von André Le Nôtre angelegt und später von Pierre Ricaud de Tirregaille erweitert.